# WY
WY was een restaurant met een Michelinster in Brussel. De stichter en supervisor was de tweesterrenchef Bart De Pooter, eigenaar van de Pastorale in Reet.

## Geschiedenis
Her restaurant, geopend in 2012, was gehuisvest in het Mercedes House, het verkoopkantoor van het automerk aan de Grote Zavel in het centrum van Brussel. Voordat Bart De Pooter hier gevraagd werd zijn restaurant te vestigen was er al een eerder restaurant. Voor de vestiging van de keuken van De Pooter in september 2012 werd de keuken geheel nieuw ingericht; na de zomer van 2013 volgde een herinrichting van het restaurant. Het restaurant sloot in 2017 toen het pand waarin het gevestigd was werd verkocht.

### Waardering
Michelin kende het restaurant een eerste Michelinster toe in de gids voor 2014.